# Pristerodon
Pristerodon è un genere estinto di terapsidi, appartenente ai dicinodonti. Visse nel Permiano superiore (circa 259 - 254 milioni di anni fa) e i suoi resti fossili sono stati ritrovati in Africa e in India.

## Descrizione
Questo animale era di dimensioni medio - piccole se rapportato ad altri dicinodonti, e non raggiungeva il metro di lunghezza. Come tutti i dicinodonti, Pristerodon era dotato di un becco simile a quello di una tartaruga. Era dotato di un cranio che non superava i 10 centimetri, di forma triangolare e con una zona intertemporale larga (solitamente più larga della zona interorbitale). Il muso era abbastanza allungato, e il forame pineale era disposto in posizione piuttosto arretrata. Nella zona palatale, le ossa mascellari separavano nettamente le ossa palatine da quelle premascellari. Le ossa mascellari erano dotate di una coppia di denti simili a canini, tipici di molti dicinodonti, ai quali seguivano fino a dodici piccoli denti postcanini. 

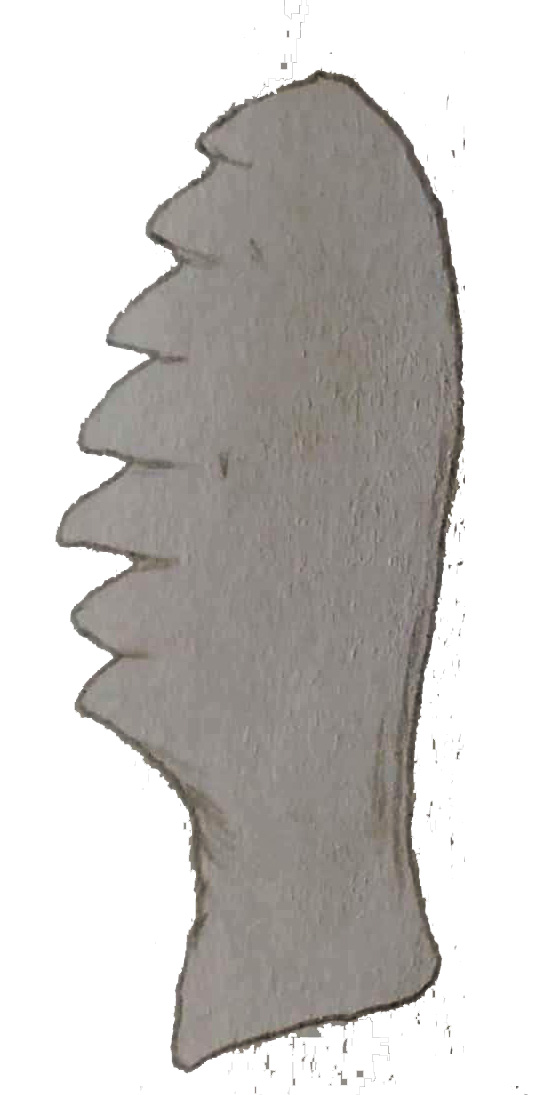
Dente postcanino di Pristerodon agilis

Questi piccoli denti erano dotati di un margine posteriore dentellato, ma questo carattere dipendeva dall'età dell'animale: i denti degli esemplari giovani erano crenulati, mentre quelli degli esemplari adulti erano meno dentellati; gli esemplari anziani erano dotati di denti dal margine posteriore liscio. Il corpo era allungato, relativamente snello se rapportato a quello di altri dicinodonti, e sorretto da brevi arti piuttosto robusti.

## Classificazione
Pristerodon è un tipico rappresentante dei dicinodonti, un grande gruppo di terapsidi erbivori che ebbero ampia diffusione tra il Permiano superiore e il Triassico, per poi estinguersi alla fine di quest'ultimo periodo. Pristerodon, in particolare, è il genere eponimo del clade Pristerodontia, che comprende i dicinodonti più derivati, tra cui anche forme gigantesche come Ischigualastia e Lisowicia. Pristerodon, in ogni caso, è attribuito in una famiglia a sé stante (Pristerodontidae) solitamente considerata vicina alla base di questo clade.

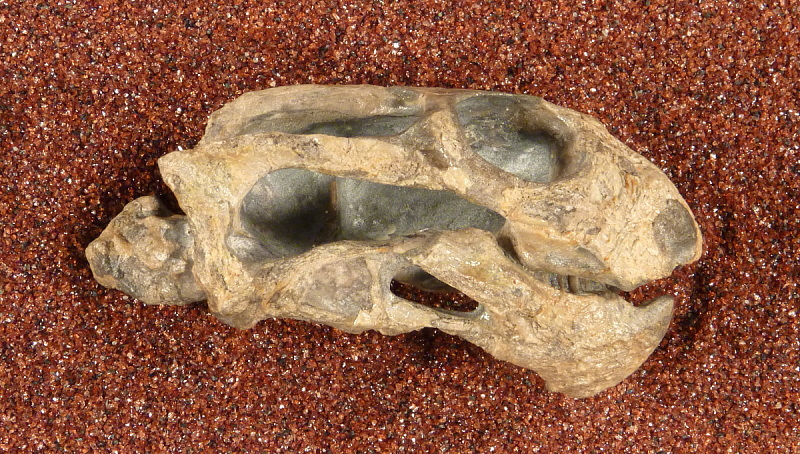
Cranio di Pristerodon mackayi

Il genere Pristerodon venne descritto per la prima volta da Thomas Henry Huxley nel 1868, sulla base di fossili ritrovati in Sudafrica in terreni risalenti al Permiano superiore; la specie tipo descritta da Huxley è Pristerodon mackayi. Successivamente altri studiosi (Broom, Broili, Toerien, Haughton, Owen, von Huene) descrissero una gran quantità di specie di dicinodonti provenienti sempre dal Sudafrica, e le attribuirono a generi a sé stanti (Eumantellia, Parringtoniella, Opisthoctenodon, Brachyuraniscus, Diaelurodon, Hueneus, Newtonella, Cerataelurus) o allo stesso Pristerodon; è altamente probabile che molte di queste specie (ad esempio P. agilis, P. boonstrai, P. buffaloensis, P. mirus, P. oudebergensis, P. platyceps, P. vanhoepeni, P. whaitsi) siano attribuibili alla specie tipo, che mostra una notevole variabilità intraspecifica (King e Rubidge, 1993). Alla specie Pristerodon mackayi sono stati attribuiti anche resti fossili ritrovati in Zambia e in India.

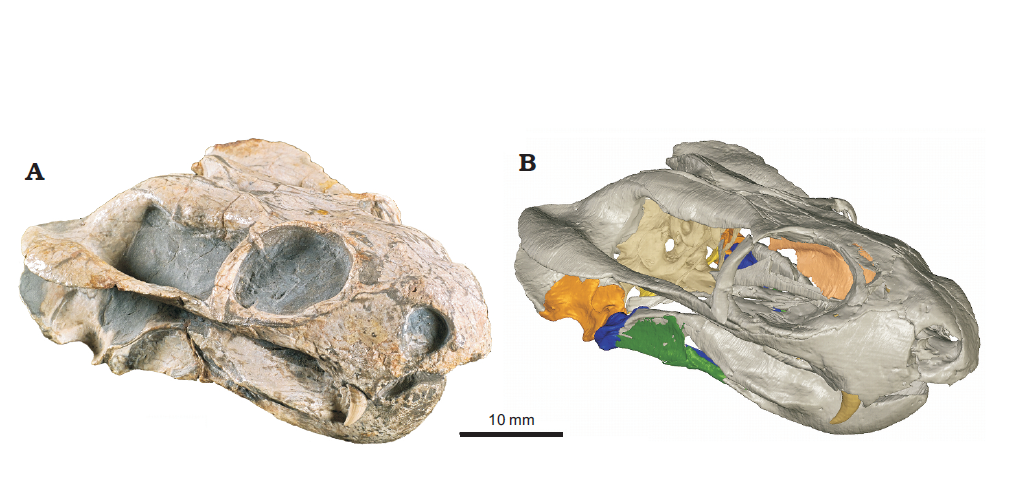
Cranio di Pristerodon mackayi; a destra, la ricostruzione in 3D con evidenziate le regioni della mandibola in cui doveva essere presente il timpano

## Paleoecologia
I membri del genere Pristerodon furono tra i primi animali terrestri in grado di sentire il suono aereo invece di sentire attraverso le vibrazioni del suolo. Un esemplare sudafricano studiato con tomografia a neutroni ha mostrato la presenza di un timpano sulla mandibola: come conseguenza, Pristerodon non aveva un buon udito durante la masticazione. L'esemplare aveva una cavità di 3 millimetri per la coclea, la quale trasformava le gamme di frequenza del suono in impulsi nervosi inviati al cervello. La struttura delle staffe di Pristerodon, inoltre, è differente da quella dei dicinodonti dalle abitudini fossorie (come Cistecephalus e Kawingasaurus) o parzialmente fossorie (come Diictodon e Lystrosaurus), e suggerisce uno stile di vita in superficie (Laaß, 2016). 
Questa scoperta dimostra che un orecchio medio simile a quello dei mammiferi si era già evoluto almeno in alcuni terapsidi basali del Permiano. Di conseguenza, l'udito timpanico nei sinapsidi ha avuto origine anche prima che le ossa postdentarie si staccassero dalla mandibola e si evolvesse un'articolazione secondaria della mandibola. Questo passaggio chiave dell'evoluzione è coinciso con i cambiamenti nello scheletro postcranico verso una posizione più eretta nei terapsidi che vivevano in superficie.